# Conflit au Kordofan du Sud
Notes
Plus de 96 000 déplacés selon l'ONU
(au 7 juin 2011).
 Plus de 80 000 déplacés selon le Soudan du Sud
(au 27 mai 2011).
 Plus de 100 000 déplacés (au 14 avril 2012)

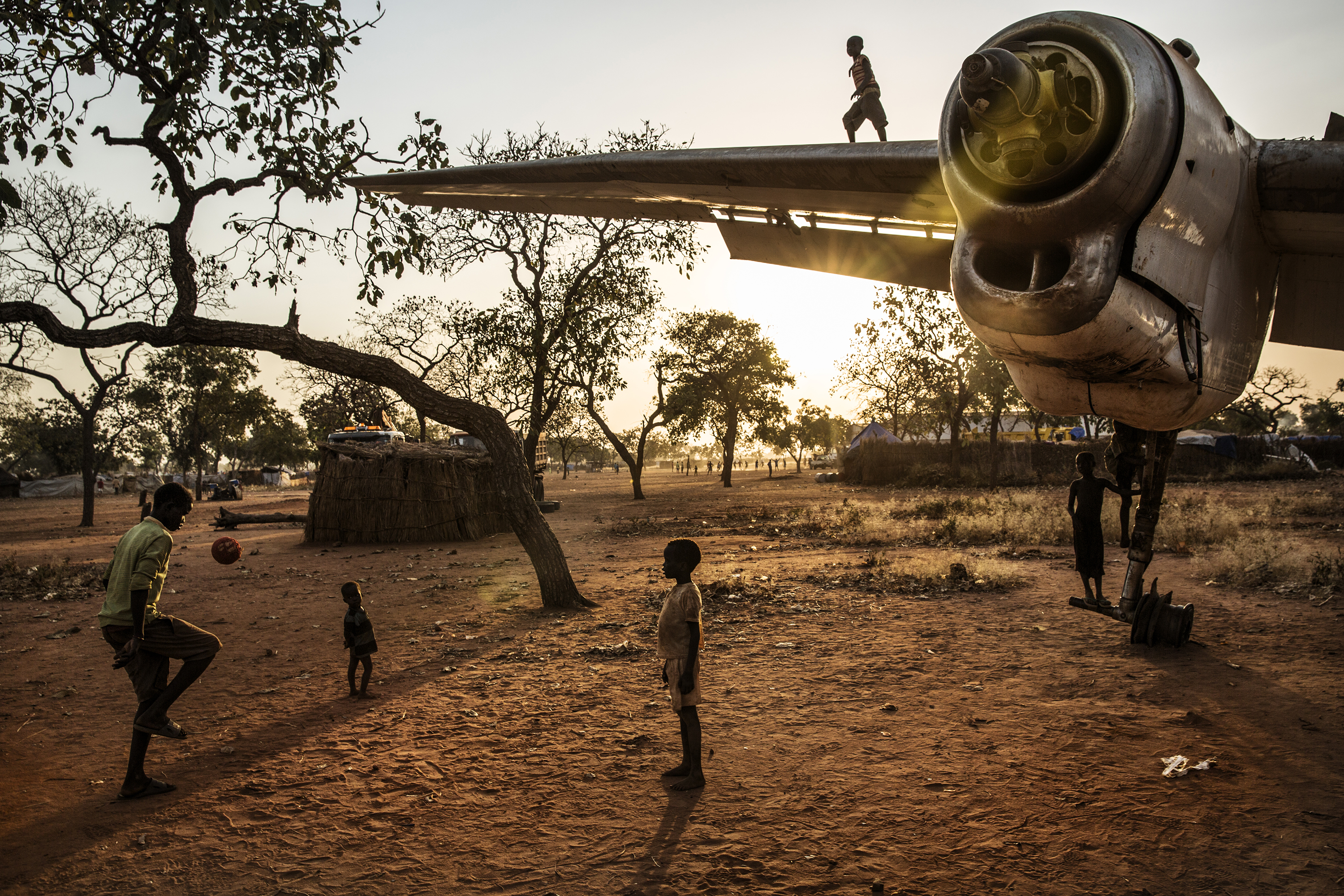
Enfants dans le camp de réfugiés de Yida, dans les Monts Nouba, jouant sur la carcasse d'un Antonov An-26, type d'avion qui allait bombarder leurs villages pendant le conflit au Kordofan du Sud. Décembre 2013.

Le conflit au Kordofan du Sud est un conflit armé qui a eu lieu entre le 21 mai 2011 et le 31 août 2020,. Il oppose le Soudan et des factions proches du Soudan du Sud, pour le contrôle de l'Abiyé, région riche en pétrole. Il fait suite au référendum sur l'indépendance du Soudan du Sud, qui s'est déroulé du 9 au 15 janvier et qui prévoyait la scission du pays le 9 juillet 2011.

## Contexte historique
Des tensions existent depuis au moins 1956 entre le Soudan du Sud, une population minoritairement chrétienne et plutôt animiste, et le reste du pays, une population à majorité musulmane. Deux guerres se sont déjà produites entre 1955 et 1972 au cours de la Première Guerre civile soudanaise et entre 1983 et 2002 au cours de la Seconde Guerre civile soudanaise, ce qui débouche sur la mission des Nations unies au Soudan en 2005.
Ces tensions ont une origine politique, avec une législation s'appuyant plus ou moins sur le droit musulman mise en place par Khartoum et que refusent les populations du Sud, ainsi qu'économique avec l'exploitation pétrolière dans le Sud du pays qui ne profiterait selon elles pas aux populations locales.
Un référendum sur son indépendance est organisé dans la semaine du 9 au 15 janvier 2011. Il est validé avec un pourcentage de 98,83 % des voix. Toutefois, certains points n'ont pas été évoqués dans le référendum : c'est le cas du tracé exact de la frontière, notamment dans la région d'Abyei, ainsi que du partage des ressources pétrolières et leurs revenus.

## Chronologie des événements

### Mai 2011
Le 21 mai 2011, l'armée nordiste s'empare de la région d'Abyei, grâce à l'emploi de chars d'assaut, ce qui force les rebelles de l'APLS (Armée populaire de libération du Soudan) à battre en retraite. L'aviation nordiste bombarde également plusieurs villages dans la région, dont Todach et Tagalei. Le Nord justifie ses actes en accusant l'APLS d'avoir attaqué un convoi de troupes nordistes et de soldats de maintien de paix de l'ONU le 19 mai, ce que cette dernière dément.
Le 22 mai 2011, Khartoum annonce la prise de la région d'Abyei et annonce sa volonté de la nettoyer des « groupes armés du Sud », selon le ministre d'État Amin Hassan Omar. Le Conseil de sécurité des Nations unies appelle par ailleurs le Nord à retirer ses troupes de cette région contestée, ce que Khartoum refuse. Des milliers de civils fuient les combats et des cas de pillages et d'incendies sont rapportés dans la région selon l'ONU,.
Le 23 mai 2011, le Soudan du Sud réagit en accusant le Nord de provoquer une nouvelle guerre civile. Le lendemain, le président soudanais Omar el-Béchir affirme dans un discours à Khartoum que « l'Abyei appartient au Nord-Soudan. ».
Le 25 mai 2011, le secrétaire général de l'ONU, Ban Ki-moon, propose une nouvelle force de maintien de la paix au Soudan, forte de 7 000 hommes alors que dans la même journée 4 hélicoptères de l'ONU ont été la cible de tirs dans la région d'Abyei, probablement par les forces nordistes. Le lendemain, Salva Kiir Mayardit affirme qu'il n'y aura pas de nouvelle guerre pour le contrôle de cette région contestée.
Le 28 mai 2011, l'armée nord-soudanaise annonce la fin de ses opérations militaires dans la région. Le 31 mai 2011, les deux camps acceptent d'établir une zone démilitarisée selon l'Union africaine, et l'Éthiopie se dit prête à envoyer des troupes de maintien de la paix si nécessaire et selon le souhait des deux camps,.

### Juin 2011
Le 5 juin 2011, les combats reprennent, cette fois-ci dans la région des monts Nuba, localisée également dans le Kordofan du Sud, faisant plusieurs tués, notamment dans le village de Umm Dorain, provoquant la fuite de la population civile. Le 8 juin 2011, le Soudan du Sud appelle à un cessez-le-feu et accuse par ailleurs le Nord d'avoir bombardé un village dans l'État d'Unité le 10 juin. L'APLS se dit également prête à faire face à une offensive terrestre du Nord.

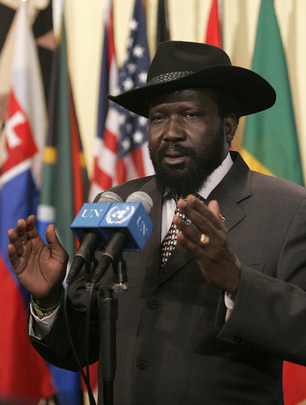
Le président du Soudan du Sud Salva Kiir Mayardit en 2007.

Le 11 juin 2011, Khartoum accepte des pourparlers de paix avec le Sud concernant la région d'Abyei alors qu'aucun cessez-le-feu n'est toujours prévu et que les combats font toujours rage, notamment dans le Kordofan du Sud.
Le 12 juin 2011, Khartoum, par la voix du président Omar el-Béchir, accepte de retirer ses troupes de la région contestée avant le 9 juillet, date prévue de l'indépendance du Soudan du Sud. Le lendemain, l'APLS accuse le Soudan d'avoir mené un nouveau bombardement sur son territoire par l'emploi de MiG-23 et d'Antonov. Les deux camps acceptent par ailleurs dans la même journée une zone démilitarisée dans l'Abyei et l'envoi de soldats éthiopiens de maintien de la paix sous l'égide de l'Union africaine.
Le 14 juin 2011, des miliciens sudistes locaux attaquent et tuent 7 policiers soudanais ainsi que 22 civils près de la région d'Abyei selon un porte-parole de l'APLS. Le président des États-Unis, Barack Obama, appelle par ailleurs les deux camps à un cessez-le-feu, soulignant « qu'il n'y a pas de solution militaire » et accusant le Nord d'avoir provoqué le conflit.
Le 19 juin 2011, alors que les combats s'intensifient, Khartoum envoie des renforts au Kordofan du Sud, dont de nombreux véhicules blindés. Par ailleurs, l'armée soudanaise attaque également au Darfour les rebelles de l'Armée de libération du Soudan (ALS), provoquant la mort de 27 personnes dont 19 civils selon un porte-parole de la rébellion.
Le 20 juin 2011, les deux camps acceptent de démilitariser la zone contestée de l'Abyei et l'envoi de soldats éthiopiens de maintien de paix sous l'égide de l'ONU, mettant ainsi fin au conflit.

### Septembre-décembre 2011
En septembre, les combats continuent, malgré la signature du cessez-le-feu. Le 10 novembre 2011, 2 Antonov An-26 de l'armée de l'air soudanaise bombardent un camp dans l'État d'Unité, faisant 12 morts et blessés. Le gouvernement nordiste a dénié avoir effectué ce raid. Le 12 décembre, les deux Soudan s'affrontent à Jau, un village du Kordofan du Sud, contesté près de la frontière commune des deux États.

### Janvier-février 2012
Le 26 février 2012, les rebelles du Front révolutionnaire soudanais (FRS) affirment avoir tué jusqu'à 130 soldats soudanais dans une attaque contre une garnison de l'armée soudanaise près du lac Obyad, situé à la frontière avec le Soudan du Sud.

### Mars-avril 2012

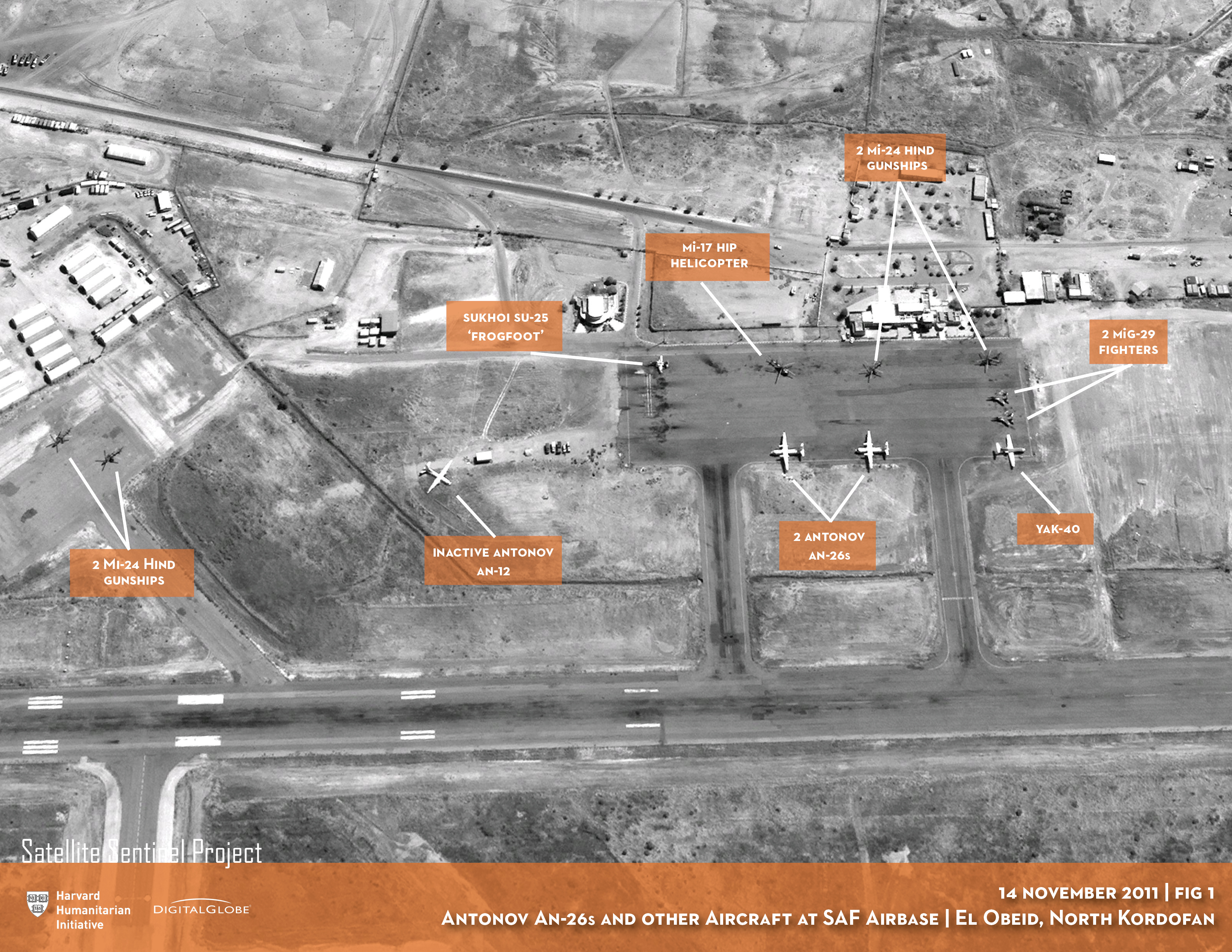
Hélicoptères, Antonov AN-26, MiG-29 et d'autres aéronefs à la base aérienne de El Obeid, à partir de laquelle l'armée de l'air soudanaise effectuerait ses raids.

Le 1er mars 2012, le Soudan du Sud accuse le Nord d'avoir bombardé deux puits de pétrole, ce que Khartoum a officiellement nié. L'incident a soulevé des craintes qu'une véritable guerre pourrait éclater.
Le 26 mars 2012, les Nord-Soudanais bombardent l'État d'Unité au Soudan du Sud et déploient des troupes à la frontière. Les Sud-Soudanais ont contre-attaqué et se sont emparés des champs pétrolifères de Heglig fournissant la moitié de sa production pétrolière du Nord, alors que Salva Kiir, président du Soudan du Sud, a averti du déclenchement d'une guerre à la suite de l'escalade de violence.
Le 30 mars 2012, de nouveaux combats signalés près de la frontière entre l'armée soudanaise et les rebelles pro-sud-soudanais.
Le 15 avril 2012, des avions nord-soudanais bombardent le village frontalier de Heglig, capturé par les Sud-Soudanais une semaine auparavant.
Le 22 avril 2012, le Soudan du Sud déclare s'être complètement retiré de la zone de Heglig dont les installations ont été sérieusement endommagées par les combats. Le commandant de l'armée soudanaise, Kamal Marouf, déclare que les pertes du Sud s’élèvent à 1 200 hommes tués.
Dans la nuit du 23 au 24 avril, de nouveaux bombardements aériens jusqu’à 25 km au sud de la frontière font 16 morts et 34 blessés,.

### Août 2020
Le 31 août 2020, un accord de paix est signé entre le gouvernement soudanais et le Front révolutionnaire soudanais,. Cependant, cet accord n'est pas signé par deux mouvements du Front révolutionnaire soudanais : l'Armée de libération du Soudan et le Mouvement populaire de libération du Soudan - Nord,.

## Réactions internationales
- États-Unis : la secrétaire d'État Hillary Clinton a appelé le Soudan à retirer ses troupes de la région d'Abyei et dit soutenir la proposition de l'Éthiopie[41]. Le 15 juin, le président Barack Obama appelle par ailleurs les deux camps à un cessez-le-feu, soulignant « qu'il n'y a pas de solution militaire » et en accusant le Nord d'avoir provoqué le conflit[26].

- Éthiopie : le porte-parole du ministère des Affaires étrangères, Dina Mufti, a annoncé que l'Éthiopie était prête à envoyer des troupes de maintien de la paix dans la région si nécessaire et sur demande des deux camps[16].

- Soudan du Sud : le président Salva Kiir Mayardit déclare en mai 2011 qu'il n'y aura pas de nouvelle guerre concernant la région d'Abyei et qu'elle n'empêchera pas l'indépendance du pays[15].